# Тин-Хинан
Тин-Хинан — полулегендарная царица туарегов, жившая в IV веке, которую туареги считают прародительницей всех своих племён.
Согласно легенде, Тин-Хинан прибыла в Ахаггар (или в оазис Тафилальт в Атласских горах) с территории современного Марокко вместе со служанкой Такамат на белом верблюде. Здесь она стала царицей. Многочисленных поклонников, которые к ней приезжали, она убивала. Дети Тин-Хинан и Такамат положили начало роду туарегов: от царицы произошли ихаггарены (благородное племя), а от служанки — имрады (племя вассалов).
В 1925 году предположительно древнее погребение царицы Тин-Хинан было вскрыто французскими археологами. В погребальном покое лежал скелет женщины, лежащей лицом на восток, завёрнутый в кожаные полосы красного цвета. Рядом стояли сосуды и мехи, в которых были, по-видимому, съестные припасы и питьё. Там же лежали всевозможные украшения: браслеты, кольца, ожерелья, также в гробнице было найдено грубо исполненное из камня изображение женщины ориньякской культуры — древнейшая каменная скульптура Сахары. Радиоуглеродный анализ датировал захоронение IV—V веками нашей эры.
Антропологическое исследование останков показало, что они принадлежали женщине ростом 172—176 см, относящейся к Средиземноморской расе, которая, возможно, не имела детей. Тело в наши дни находится в Музее Бардо в Алжире.

## Память
В городе Таманрассет проходит ежегодный фестиваль, названный в честь Тин-Хинан.